# Trichrous jamaicensis
Trichrous jamaicensis är en skalbaggsart som beskrevs av Louis Alexandre Auguste Chevrolat 1858. Trichrous jamaicensis ingår i släktet Trichrous och familjen långhorningar. Inga underarter finns listade i Catalogue of Life.